# Koncession
En koncession er en aftale mellem en offentlig myndighed og en virksomhed, der giver virksomheden retten til en bestemt aktivitet.
Koncessioner bruges bl.a. inden for infrastruktur – f.eks. busser, tog og færger, men også udvinding af olie og gas foregår ofte på koncessioner.
| Erhverv og erhvervsliv | Spire Denne artikel om erhverv, erhvervsliv og arbejdsmarked er en spire som bør udbygges. Du er velkommen til at hjælpe Wikipedia ved at udvide den. |